# 圣胡安-德莫列特
桑特霍安德莫列特，是西班牙加泰罗尼亚赫罗纳省的一个市镇。总面积3平方公里，总人口406人（2001年），人口密度135人/平方公里。